# Nobili intenzioni
Nobili intenzioni (Publieke werken) è un film del 2015 diretto da Joram Lürsen.
Pellicola di produzione olandese sceneggiata da Thomas Rosenboom e Frank Ketelaar.
L'opera è basata sull'omonimo romanzo di Thomas Rosenboom. che prende spunto dalla travagliata costruzione del Victoria Hotel di Amsterdam, che ancora oggi vede interrotta la sua facciata principale dalla presenza di due piccoli edifici i cui proprietari non hanno mai accettato le offerte avanzate per la loro cessione.

## Trama
Nell'industriale Amsterdam del 1888 Walter Vedder, un liutaio, viene invitato a cedere la propria casa a un'impresa che su quel lotto, e su quelli adiacenti, ha intenzione di edificare il grandioso Hotel Victoria, concepito per accogliere il flusso di persone facoltose derivante dall'apertura della nuova vicinissima stazione centrale. Vedder, che rappresenta anche un suo vicino, è riluttante a vendere al prezzo proposto. Nel frattempo suo cugino Anijs, farmacista dall'animo sensibile che lavora nella provincia settentrionale dei Paesi Bassi, ha ricevuto da poco l'ammonimento di smetterla di sostituirsi al dottore locale in quanto privo di una laurea in medicina. D'altro canto se non ci fosse lui a prestare soccorso ai più poveri, molti di questi non avrebbero alcun tipo di cura medica.
Un giorno, presso una poverissima comunità di contadini provenienti dal centro Europa, di religione ebraica, il farmacista salva la vita a una ragazza durante il parto. Il bambino nasce morto e Anijs, che si era opposto all'aborto della stessa ragazza vittima di violenza, ora rischia di essere accusato per aver constatato la morte di un neonato senza le necessarie credenziali. Grazie al cugino Walter, riesce poi a vendere un vecchio violino assicurando un buon profitto proprio al padre della ragazza operata.
Walter Vedder ha venduto quel violino ad un terzo cugino, tornato dopo anni dagli Stati Uniti dove esercita con profitto l'attività di "traghettatore di migranti" europei. Incontratisi, i due cugini olandesi escogitano un piano virtuoso in cui, con l'appoggio del loro terzo cugino e della sua agenzia specializzata in emigrazione, investirebbero l'ipotetica somma ricavata dalla vendita della casa del liutaio (che quest'ultimo stima in non meno di 50.000 fiorini a fronte dei 20.000 proposti) per aiutare ad emigrare le povere famiglie contadine negli Stati Uniti, con una forma di prestito. Le cose in tal senso sembrano procedere nel migliore dei modi fin quando Vedder viene a scoprire che l'hotel verrà edificato comunque e che il progetto per la sua realizzazione è stato appositamente modificato escludendo il suo lotto e quello del suo vicino, un anziano con la moglie che necessita urgentemente di cure.
Questa notizia destabilizza Walter Vedder che, impotente di fronte agli eventi, si isola dal resto del mondo assistendo però poi alla partenza delle famiglie di contadini che, ignare di tutto, come il cugino Anijs, testimoniano a entrambi la loro riconoscenza. Dopo l'imbarco sulla nave delle povere famiglie, Anijs è costretto al ricovero ospedaliero per un brutto incidente con uno sciame di api, quindi viene radiato dalla commissione medica e abbandonato dalla moglie. Dopo essersi parzialmente ripreso scopre che il cugino non ha venduto l'immobile e dunque si interroga sul destino dei suoi contadini. Recatosi ad Amsterdam, proprio il giorno dell'inaugurazione dell'hotel, nel tentativo di avere delle delucidazioni sulla faccenda, trova Walter sul tetto della sua casa che, in preda ad un delirio, si getta nel vuoto suicidandosi.
Anijs si strugge per la morte del cugino e per il possibile atroce destino dei poveri emigranti fin quando gli viene recapitata una lettera che racconta la loro sorte. Queste famiglie, una volta sbarcate in America, furono bloccate in quanto non vi era stato alcun pagamento e a causa del fallimento dell'agenzia preposta (quella gestita dal loro terzo cugino), su cui venne indirizzata tutta la colpa. Tra i beni sequestrati per il fallimento di questa, venne scoperto un violino che, dopo un'attenta valutazione, fruttò una cifra enorme, più che sufficiente per sbloccare la loro situazione permettendo di dare avvio all'avventura in America che, come prospettato, si è rivelata subito soddisfacente. Le nobili intenzioni di Anijs, grazie a quel violino già prezioso ma che fu sottovalutato, sono alla fine premiate e apprezzate anche dalla moglie che torna da lui e gli annuncia di essere incinta.

## Distribuzione
Il film dopo una distribuzione limitata nelle sale cinematografiche è stato distribuito in tutto il mondo da Netflix.

## Accoglienza

### Incassi
L'opera ha incassato complessivamente 1.790.201 dollari americani.

## Riconoscimenti
- Sea International Film Festival - 2016
  - Miglior film
- Nederlands Film Festival - 2016
  - Candidatura come Miglior film nella sezione Audience Award
- Golden Calf
  - Candidatura come Miglior film
  - Candidatura per il Miglior sceneggiatura per un film - Frank Ketelaar
  - Candidatura per il Miglior attore - Gijs Scholten van Aschat
  - Candidatura per il Miglior attore - Jacob Derwig
  - Candidatura per la Miglior attrice - Rifka Lodeizen
  - Candidatura per la Miglior fotografia - Mark van Aller
  - Candidatura per il Miglior design sonoro - Herman Pieëte
  - Candidatura per le Migliori musiche - Merlijn Snitker
  - Candidatura per il Miglior montaggio - Peter Alderliesten
  - Candidatura per il Miglior design produttivo - Hubert Pouille